# ヘクター国際空港
ヘクター国際空港（英: Hector International Airport）は、アメリカ合衆国ノースダコタ州ファーゴにある国際空港。市の中心地から北西5Kmに位置する。
ノースダコタ空軍州兵の第119航空団（en:119th Wing）のC-21AとRQ-1が配備されている。

## 就航路線
| 航空会社                   | 就航地                        |
| -------------------------- | ----------------------------- |
| アレジアント航空           | ラスベガス、フェニックス/メサ |
| アメリカン・イーグル       | ダラス、シカゴ/ORD            |
| デルタ・コネクション       | ミネアポリス=セントポール     |
| ユナイテッド・エクスプレス | シカゴ/ORD、デンバー          |
| フロンティア航空           | デンバー、オーランド          |

### 貨物
- DHLアビエーション
- フェデックス・エクスプレス
- UPS航空